# Gaius Cartilius Poplicola

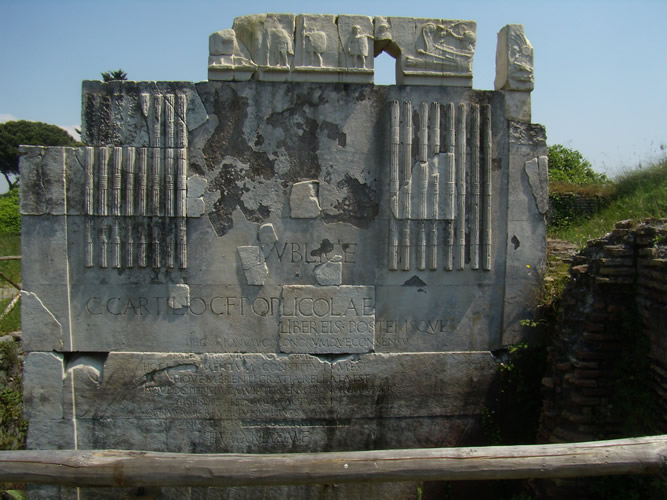
Reste des Grabmals des Gaius Cartilius Poplicola in Ostia

Gaius Cartilius Poplicola war Mitglied einer einflussreichen Familie des 1. Jahrhunderts v. Chr. in Ostia.
Der Ursprung seiner Familie ist nicht ganz sicher, doch ist der Name Cartilius selten und vielleicht etruskischen Ursprungs. Tatsächlich ist der Name auch in der etruskischen Stadt Chiusi belegt. Von dort mag seine Familie stammen. Der Name seines Vaters ist jedenfalls als Gaius überliefert.
Gaius Cartilius Poplicola ist vor allem von einer langen Inschrift an seinem Grabmonument bei Ostia bekannt. Danach schaffte er es acht Mal, das Amt eines Duovir (in etwa Bürgermeister zu übersetzen) innezuhaben, drei Mal war er Zensor.
Das Grabmal und die wiederholte Wahl zum Duovir belegen seinen Einfluss. Bei dem Grab, das von den Bürgern der Stadt gestiftet wurde, handelt es sich um einen soliden Steinbau. An der Fassade findet sich die genannte Inschrift und darüber ein Marmorrelief. Gaius Cartilius Poplicola weihte auch eine Statue in den Herkulestempel der Stadt.